# Liberal, Kansas
Liberal là một thành phố thuộc quận Seward, tiểu bang Kansas, Hoa Kỳ. Năm 2010, dân số của xã này là 20525 người.

## Khí hậu
| Dữ liệu khí hậu của Liberal, Kansas, 1991–2020 normals, extremes 1893–nay | Dữ liệu khí hậu của Liberal, Kansas, 1991–2020 normals, extremes 1893–nay | Dữ liệu khí hậu của Liberal, Kansas, 1991–2020 normals, extremes 1893–nay | Dữ liệu khí hậu của Liberal, Kansas, 1991–2020 normals, extremes 1893–nay | Dữ liệu khí hậu của Liberal, Kansas, 1991–2020 normals, extremes 1893–nay | Dữ liệu khí hậu của Liberal, Kansas, 1991–2020 normals, extremes 1893–nay | Dữ liệu khí hậu của Liberal, Kansas, 1991–2020 normals, extremes 1893–nay | Dữ liệu khí hậu của Liberal, Kansas, 1991–2020 normals, extremes 1893–nay | Dữ liệu khí hậu của Liberal, Kansas, 1991–2020 normals, extremes 1893–nay | Dữ liệu khí hậu của Liberal, Kansas, 1991–2020 normals, extremes 1893–nay | Dữ liệu khí hậu của Liberal, Kansas, 1991–2020 normals, extremes 1893–nay | Dữ liệu khí hậu của Liberal, Kansas, 1991–2020 normals, extremes 1893–nay | Dữ liệu khí hậu của Liberal, Kansas, 1991–2020 normals, extremes 1893–nay | Dữ liệu khí hậu của Liberal, Kansas, 1991–2020 normals, extremes 1893–nay |
| Tháng                                                                     | 1                                                                         | 2                                                                         | 3                                                                         | 4                                                                         | 5                                                                         | 6                                                                         | 7                                                                         | 8                                                                         | 9                                                                         | 10                                                                        | 11                                                                        | 12                                                                        | Năm                                                                       |
| ------------------------------------------------------------------------- | ------------------------------------------------------------------------- | ------------------------------------------------------------------------- | ------------------------------------------------------------------------- | ------------------------------------------------------------------------- | ------------------------------------------------------------------------- | ------------------------------------------------------------------------- | ------------------------------------------------------------------------- | ------------------------------------------------------------------------- | ------------------------------------------------------------------------- | ------------------------------------------------------------------------- | ------------------------------------------------------------------------- | ------------------------------------------------------------------------- | ------------------------------------------------------------------------- |
| Cao kỉ lục °F (°C)                                                        | 85 (29)                                                                   | 90 (32)                                                                   | 93 (34)                                                                   | 103 (39)                                                                  | 106 (41)                                                                  | 114 (46)                                                                  | 113 (45)                                                                  | 111 (44)                                                                  | 108 (42)                                                                  | 99 (37)                                                                   | 90 (32)                                                                   | 85 (29)                                                                   | 114 (46)                                                                  |
| Trung bình tối đa °F (°C)                                                 | 71.2 (21.8)                                                               | 77.2 (25.1)                                                               | 85.2 (29.6)                                                               | 90.8 (32.7)                                                               | 96.6 (35.9)                                                               | 101.7 (38.7)                                                              | 104.5 (40.3)                                                              | 101.8 (38.8)                                                              | 99.2 (37.3)                                                               | 93.0 (33.9)                                                               | 79.8 (26.6)                                                               | 70.6 (21.4)                                                               | 105.6 (40.9)                                                              |
| Trung bình ngày tối đa °F (°C)                                            | 47.6 (8.7)                                                                | 51.0 (10.6)                                                               | 60.7 (15.9)                                                               | 69.6 (20.9)                                                               | 78.7 (25.9)                                                               | 88.8 (31.6)                                                               | 93.2 (34.0)                                                               | 91.2 (32.9)                                                               | 83.9 (28.8)                                                               | 71.5 (21.9)                                                               | 58.3 (14.6)                                                               | 47.4 (8.6)                                                                | 70.2 (21.2)                                                               |
| Trung bình ngày °F (°C)                                                   | 33.7 (0.9)                                                                | 36.6 (2.6)                                                                | 45.5 (7.5)                                                                | 54.2 (12.3)                                                               | 64.2 (17.9)                                                               | 74.6 (23.7)                                                               | 79.1 (26.2)                                                               | 77.4 (25.2)                                                               | 69.5 (20.8)                                                               | 56.8 (13.8)                                                               | 43.4 (6.3)                                                                | 34.1 (1.2)                                                                | 55.8 (13.2)                                                               |
| Tối thiểu trung bình ngày °F (°C)                                         | 19.7 (−6.8)                                                               | 22.2 (−5.4)                                                               | 30.3 (−0.9)                                                               | 38.7 (3.7)                                                                | 49.8 (9.9)                                                                | 60.3 (15.7)                                                               | 65.1 (18.4)                                                               | 63.6 (17.6)                                                               | 55.0 (12.8)                                                               | 42.2 (5.7)                                                                | 28.6 (−1.9)                                                               | 20.8 (−6.2)                                                               | 41.4 (5.2)                                                                |
| Trung bình tối thiểu °F (°C)                                              | 5.5 (−14.7)                                                               | 9.0 (−12.8)                                                               | 14.7 (−9.6)                                                               | 26.0 (−3.3)                                                               | 37.7 (3.2)                                                                | 50.9 (10.5)                                                               | 57.9 (14.4)                                                               | 57.0 (13.9)                                                               | 42.3 (5.7)                                                                | 27.5 (−2.5)                                                               | 14.1 (−9.9)                                                               | 6.4 (−14.2)                                                               | 0.1 (−17.7)                                                               |
| Thấp kỉ lục °F (°C)                                                       | −19 (−28)                                                                 | −20 (−29)                                                                 | −12 (−24)                                                                 | 10 (−12)                                                                  | 20 (−7)                                                                   | 38 (3)                                                                    | 48 (9)                                                                    | 40 (4)                                                                    | 29 (−2)                                                                   | 8 (−13)                                                                   | −2 (−19)                                                                  | −15 (−26)                                                                 | −20 (−29)                                                                 |
| Lượng Giáng thủy trung bình inches (mm)                                   | 0.47 (12)                                                                 | 0.40 (10)                                                                 | 1.20 (30)                                                                 | 1.80 (46)                                                                 | 2.66 (68)                                                                 | 3.31 (84)                                                                 | 3.20 (81)                                                                 | 2.72 (69)                                                                 | 1.53 (39)                                                                 | 2.29 (58)                                                                 | 0.73 (19)                                                                 | 0.80 (20)                                                                 | 21.11 (536)                                                               |
| Lượng tuyết rơi trung bình inches (cm)                                    | 3.5 (8.9)                                                                 | 1.8 (4.6)                                                                 | 2.3 (5.8)                                                                 | 0.4 (1.0)                                                                 | 0.1 (0.25)                                                                | 0.0 (0.0)                                                                 | 0.0 (0.0)                                                                 | 0.0 (0.0)                                                                 | 0.0 (0.0)                                                                 | 0.7 (1.8)                                                                 | 1.0 (2.5)                                                                 | 4.6 (12)                                                                  | 14.4 (36.85)                                                              |
| Số ngày giáng thủy trung bình (≥ 0.01 in)                                 | 2.2                                                                       | 2.3                                                                       | 3.8                                                                       | 5.1                                                                       | 6.1                                                                       | 6.8                                                                       | 7.0                                                                       | 6.5                                                                       | 4.1                                                                       | 3.8                                                                       | 2.7                                                                       | 2.8                                                                       | 53.2                                                                      |
| Số ngày tuyết rơi trung bình (≥ 0.1 in)                                   | 1.7                                                                       | 1.4                                                                       | 1.1                                                                       | 0.2                                                                       | 0.0                                                                       | 0.0                                                                       | 0.0                                                                       | 0.0                                                                       | 0.0                                                                       | 0.3                                                                       | 0.5                                                                       | 1.6                                                                       | 6.8                                                                       |
| Nguồn 1: NOAA                                                             |                                                                           |                                                                           |                                                                           |                                                                           |                                                                           |                                                                           |                                                                           |                                                                           |                                                                           |                                                                           |                                                                           |                                                                           |                                                                           |
| Nguồn 2: National Weather Service                                         |                                                                           |                                                                           |                                                                           |                                                                           |                                                                           |                                                                           |                                                                           |                                                                           |                                                                           |                                                                           |                                                                           |                                                                           |                                                                           |